# NGC 555
NGC 555 ist eine linsenförmige Galaxie vom Hubble-Typ SB0/a im Sternbild Walfisch südlich der Ekliptik. Sie ist schätzungsweise 457 Millionen Lichtjahre von der Milchstraße entfernt und hat einen Durchmesser von etwa 95.000 Lj.
Im selben Himmelsareal befinden sich u. a. die Galaxien NGC 554, NGC 556, NGC 578.
Das Objekt wurde im Jahr 1886 von dem US-amerikanischen Astronomen Frank Muller entdeckt.